# Chalcolestes viridis
Chalcolestes viridis là loài chuồn chuồn trong họ Lestidae. Loài này được Vander Linden mô tả khoa học đầu tiên năm 1825.

## Hình ảnh

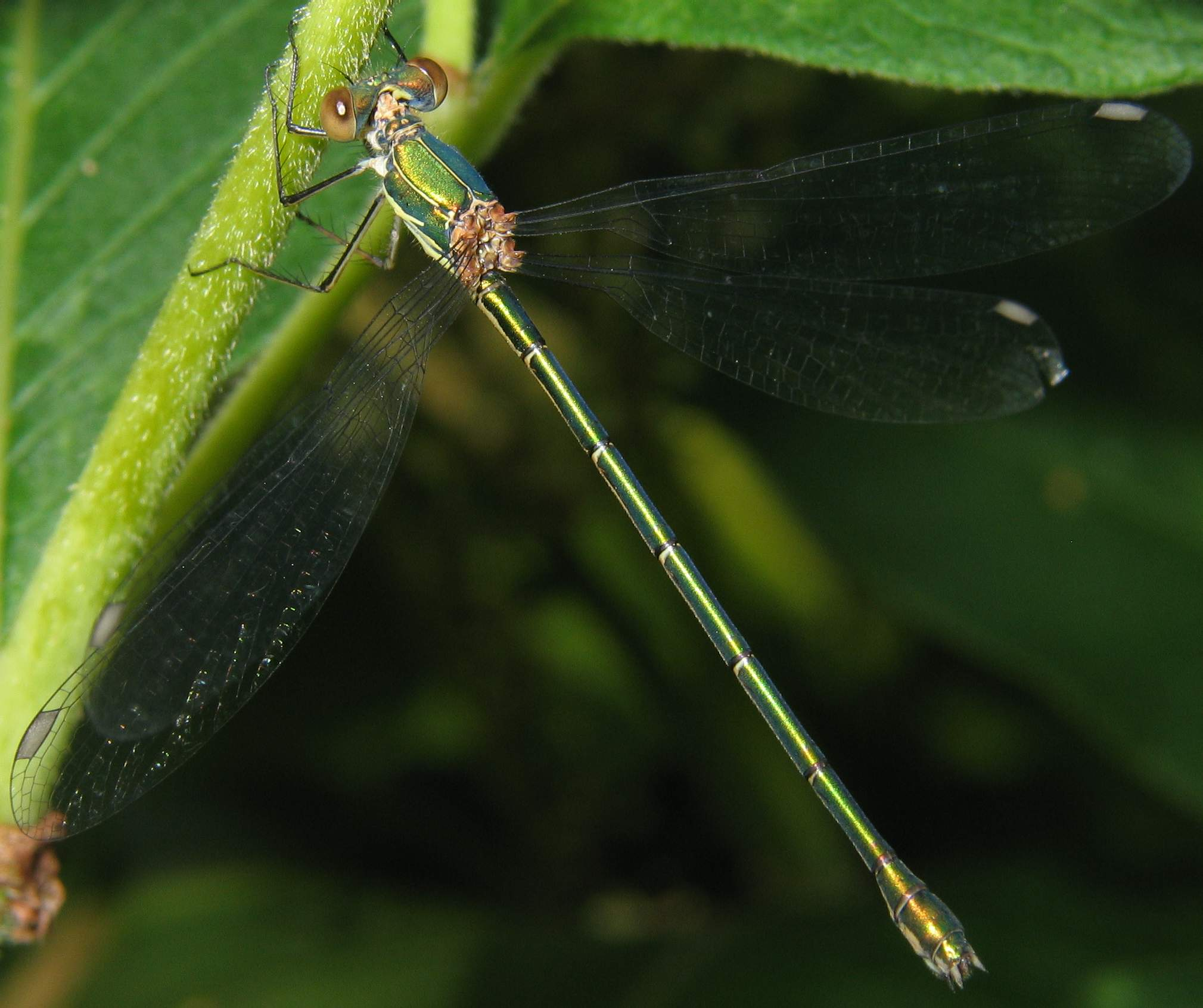
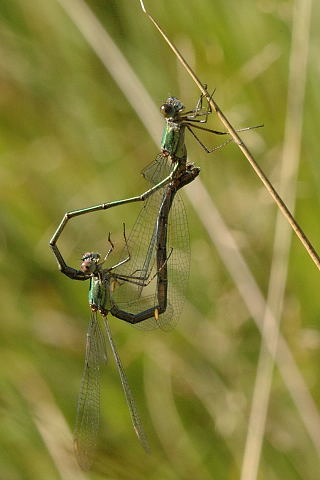
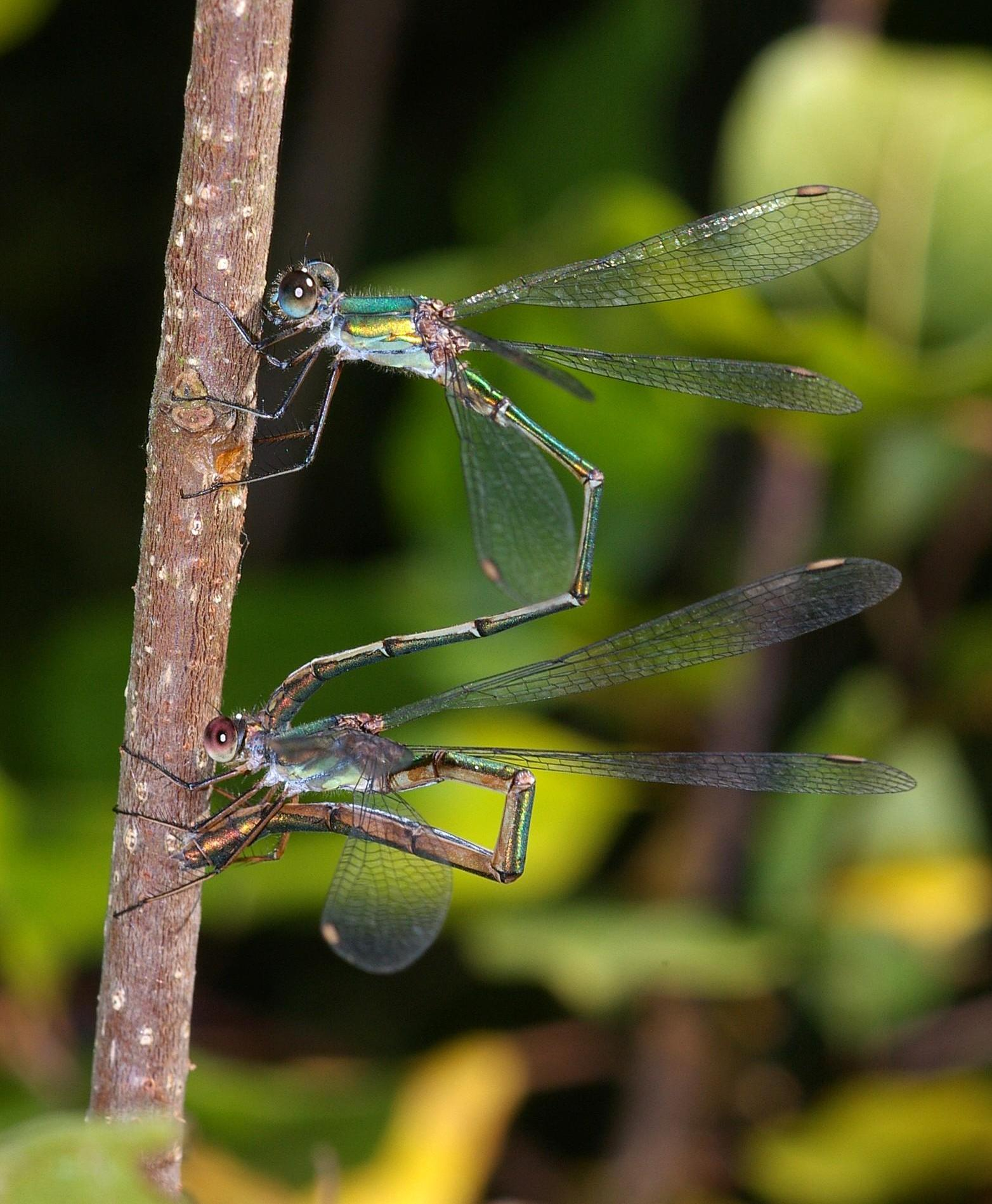
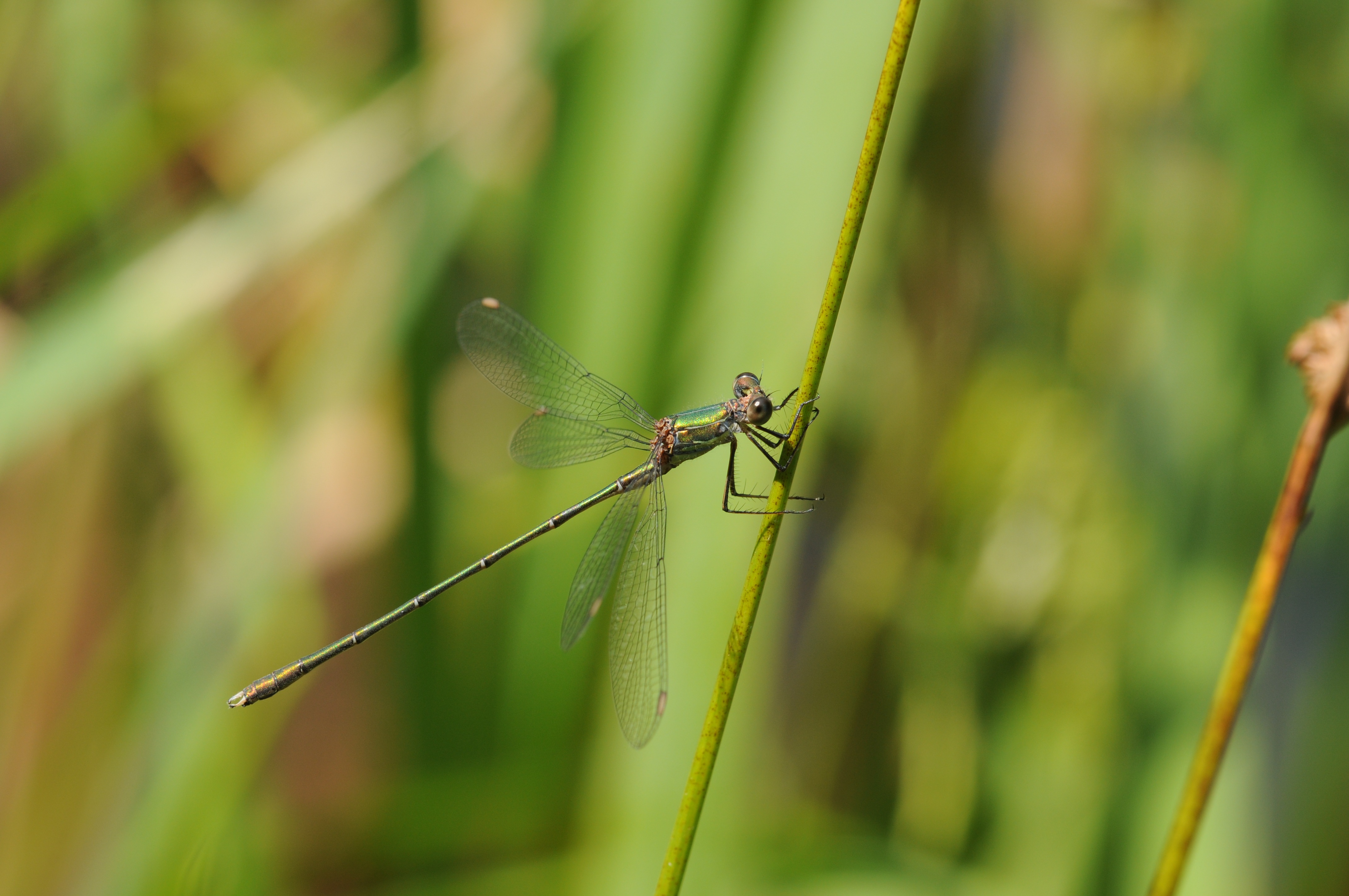